# Edelmann (Familie)
Die Familie Edelmann, bestehend aus Friedrich „Fritz“ Edelmann  (* 10. Jänner 1900; † 10. August 1977), seiner Frau Brigitte Edelmann (1903–nach 1945) sowie deren Tochter Brigitta Edelmann (1924–2010), rettete während der Zeit des Nationalsozialismus mehrere Juden vor dem Holocaust und wurde dafür als „Gerechte unter den Völkern“ geehrt.
Fritz Edelmann war von 1927 bis 1942 Bürgermeister von Thondorf, von 1942 bis 1945 und 1950 bis 1972 Bürgermeister von Gössendorf. Die Steiermark war gegen Ende des Zweiten Weltkrieges wiederholt Durchmarschgebiet für die auf Befehl Adolf Eichmanns Richtung Westen ziehenden Todesmärsche tausender Juden. Die Gemeinde Gössendorf in der Steiermark stellte eine der unzähligen Durchgangsstationen dieser Märsche dar.
Anfang 1945 versteckte sich in den Wäldern des Gebietes eine Gruppe von acht Juden, die einem der Märsche entkommen waren. Nahe dem Ort Thondorf trafen sie auf Brigitte Edelmann und riskierten es, sie um Essen und Unterkunft zu bitten. Frau Edelmann versprach ihnen Hilfe und brachte sie zu sich nach Hause. Das Kriegsende vor Augen und der ständigen Anwesenheit von Soldaten der deutschen Wehrmacht in ihrem Haus zum Trotz, entschloss sich die Familie, die acht jüdischen Flüchtlinge im eigenen Bauernhof vor Übergriffen zu schützen. Die Tochter Brigitta brachte ihnen täglich Wasser und Lebensmittel. Nach sechs Wochen, als die Wehrmachtsoldaten schließlich abgezogen waren, konnten die acht Flüchtlinge ihr Versteck verlassen. Fritz Edelmann versorgte sie zum Abschied noch mit Ausweisen sowie ausreichend Geld und Nahrungsmittel.
Für ihr couragiertes und selbstloses Verhalten im Laufe der letzten Kriegswochen des Zweiten Weltkrieges wurden Fritz, Brigitte und Brigitta Edelmann schließlich die Titel  „Gerechte unter den Völkern“ vergeben.
Friedrich Edelmann war in den 1960er Jahren Direktor der steirischen Landwirtschaftskammer und bis zum 24. November 1972 Bürgermeister von Gössendorf. Er starb am 10. August 1977.